# چاگودوشچا
چاگودوشچا (انگلیسی: Chagodoshcha) یک رودخانه در استان ولوگدای کشور روسیه است.